# Lilo Allgayer
Lieselotte „Lilo“ Anita Allgayer (* 6. Oktober 1915 in Offenbach; † 23. Dezember 2009 in Bad Orb als Lilo König) war eine deutsche Florettfechterin, mehrmalige deutsche Meisterin und Olympiateilnehmerin. Sie focht für den Fechtclub Offenbach, später für den Fecht-Club Hermannia Frankfurt.

## Leben und Erfolge
Lilo Allgayer lernte das Fechten beim FC Offenbach unter dem Fechtmeister Fritz Gazzera, der sie bis zum Zweiten Weltkrieg trainierte. Sie gewann die deutschen Meisterschaften im Florettfechten der Jahre 1940, 1942 und 1943. 1937, 1938 und 1942 wurde der FC Offenbach zusätzlich Mannschaftsmeister in dieser Disziplin. Außerdem nahm sie an den Fechtweltmeisterschaften 1937 teil, bei denen Deutschland eine Silbermedaille gewann.
Nach dem Zweiten Weltkrieg wechselte Allgayer 1951 zur Hermannia Frankfurt. Sie startete als einzige weibliche Fechterin bei den Olympischen Spielen 1952 in Helsinki und schied in der Halbfinalrunde aus, nachdem sie die ersten beiden Runden mit nur einer Niederlage überstand. Außerdem nahm sie an den Weltmeisterschaften 1954 und 1955 teil. Neben ihrer Olympiateilnahme gewann Allgayer 1952 auch ihre vierte deutsche Einzelmeisterschaft. 1951 und 1955 wurde Hermannia Frankfurt Mannschaftsmeister. Insgesamt gewann Allgayer 9 deutsche Meistertitel.
Als Mitglied der Hermannia Frankfurt wurde ihr 1951 das Silberne Lorbeerblatt verliehen. 2009 starb sie mit 94 Jahren in Bad Orb als Lilo König. Zwischenzeitlich trug sie auch den Namen Perin.